# Фёр-Амрум (управление)
Фёр-Амрум (нем. Föhr-Amrum) — управление (амт) в Германии, земля Шлезвиг-Гольштейн, район Северная Фрисландия. Управление включает в себя общины островов Фёр и Амрум. Резиденцией администрации управления является Вик-ауф-Фёр.

## Административное устройство
Управление Фёр-Амрум состоит из следующих общин (численность населения на 31 декабря 2018 года):
остров Амрум
- Витдюн (804)
- Небель (930)
- Нордорф (545)

остров Фёр
- Алькерзум (410)
- Боргзум (332)
- Вик-ауф-Фёр, город (4218)
- Витзум (46)
- Вриксум (619)
- Дунзум (71)
- Зюдеренде (182)
- Мидлум (435)
- Ниблум (569)
- Ольдзум (514)
- Утерзум (393)
- Эфенум (459)

## История
Было образовано 1 января 2007 г. из территорий бывших управлений Амрум и Фёр-Ланд, а также бывшего до этого в районном подчинении города Вик-ауф-Фёр.